# شارا (سیسیلی)
شارا (به ایتالیایی: Sciara) یک کومونه در ایتالیا است که در استان پالرمو واقع شده‌است. شارا ۳۱٫۲ کیلومتر مربع مساحت و ۲٬۷۸۸ نفر جمعیت دارد.